# Championnat de Biélorussie de football 2018
Navigation
Édition précédente Édition suivante
La saison 2018 de Vycheïchaïa Liha est la vingt-huitième édition de la première division biélorusse. Elle prend place du 30 mars au 2 décembre 2018.
Les seize meilleures équipes du pays sont réunies en une poule unique où elles s'affrontent à deux reprises, à domicile et à l'extérieur, pour un total de 240 matchs, soit trente chacune.
En fin de saison, le premier au classement est sacré champion de Biélorussie et se qualifie directement pour le premier tour de qualification de la Ligue des champions 2019-2020. Le vainqueur de la Coupe de Biélorussie 2018-2019 ainsi que le deuxième et le troisième du championnat sont quant à eux qualifiés pour le premier tour de qualification de la Ligue Europa 2019-2020. Si le vainqueur de la Coupe est déjà qualifié pour une compétition européenne d'une autre manière, sa place est réattribuée au quatrième du championnat. Dans le même temps, les deux derniers au classement sont directement relégués en deuxième division.
Le BATE Borisov, tenant du titre, s'impose à l'issue de la saison pour remporter son quinzième titre de champion de Biélorussie, le treizième consécutif. Il se qualifie ainsi pour le premier tour de qualification de la Ligue des champions. Son dauphin est le Chakhtior Salihorsk tandis que le Dinamo Minsk complète le podium en prenant la troisième place. Les deux se qualifient quant à eux pour le premier tour de qualification de la Ligue Europa. À l'autre bout du classement, le Dnepr Mahiliow termine largement dernier avec seize points en trente matchs et est relégué à l'issue de la saison. Il est accompagné par le promu Smaliavitchy qui termine avant-dernier avec vingt-quatre points et retourne directement en deuxième division.
Le meilleur buteur de la compétition est Pavel Savitski du Dinamo Brest avec un total de quinze buts inscrits, tandis qu'Igor Stasevich du BATE Borisov termine meilleur passeur avec quinze passes décisives.

## Participants
Un total de seize équipes participent au championnat, treize d'entre elles étant déjà présentes la saison précédente, auxquelles s'ajoutent trois promus de deuxième division que sont le Luch Minsk, le FK Smaliavitchy et le Torpedo Minsk qui remplacent le Krumkachy Minsk, le Naftan Novopolotsk et le Slavia Mazyr, relégués à l'issue de l'édition précédente.
Parmi ces clubs, quatre d'entre eux n'ont jamais quitté le championnat depuis sa fondation en 1992 : le Chakhtior Salihorsk, le Dinamo Brest, le Dinamo Minsk et le Nioman Hrodna. En dehors de ceux-là, le BATE Borisov évolue continuellement dans l'élite depuis 1998 tandis que le Torpedo Jodzina (2002) et le FK Minsk (2009) sont présents depuis les années 2000.
La pré-saison est notamment marquée par la rétrogradation administrative du Krumkachy Minsk, treizième la saison précédente, en raison de problèmes de licence et de dettes envers ses joueurs. Il est remplacé par le Torpedo Minsk, troisième de deuxième division en 2017.
Légende des couleurs
- Deuxième tour de qualification de la Ligue des champions 2018-2019
- Deuxième tour de qualification de la Ligue Europa 2018-2019
- Premier tour de qualification de la Ligue Europa 2018-2019
- Promu de Perchaïa Liga 2017

| Club                | Présent depuis | Classement 2017 | Stade           | Capacité théorique |
| ------------------- | -------------- | --------------- | --------------- | ------------------ |
| BATE Borisov        | 1998           | 1               | Borisov Arena   | 13 126             |
| Dinamo Minsk        | 1992           | 2               | Stade Traktor   | 17 586             |
| Chakhtior Salihorsk | 1992           | 3               | Stade Stroïtel  | 4 200              |
| Dinamo Brest        | 1992           | 4               | OSK Brestski    | 10 169             |
| Torpedo Jodzina     | 2002           | 5               | Stade Torpedo   | 6 524              |
| Nioman Hrodna       | 1992           | 6               | Stade Nioman    | 9 000              |
| FK Sloutsk          | 2014           | 7               | Stade municipal | 2 150              |
| FK Vitebsk          | 2015           | 8               | Vitebski CSK    | 8 300              |
| FK Haradzeïa        | 2016           | 9               | Stade Haradzeïa | 2 100              |
| FK Homiel           | 2017           | 10              | Stade central   | 14 307             |
| Isloch Minsk Raion  | 2016           | 11              | Stade FK Minsk  | 3 100              |
| Dnepr Mahiliow      | 2017           | 12              | Stade Spartak   | 7 990              |
| FK Minsk            | 2009           | 14              | Stade FK Minsk  | 3 100              |
| Luch Minsk          | 2018           | 1 (D2)          | SOK Olimpiski   | 1 530              |
| FK Smaliavitchy     | 2018           | 2 (D2)          | Stade Oziorny   | 1 600              |
| Torpedo Minsk       | 2018           | 3 (D2)          | Stade FK Minsk  | 1 530              |

## Classement et résultats

### Règlement
Le classement est établi sur le barème de points classique (victoire à 3 points, match nul à 1, défaite à 0).
Pour départager les égalités, on tient d'abord compte des confrontations entre les équipes concernées (points, matchs gagnés, différence de buts, buts marqués), puis de la différence de buts générale, puis du nombre de matchs gagnés et enfin du nombre de buts marqués. Si l'égalité persiste, un tirage au sort est effectué pour départager les équipes concernées.

### Classement
| Rang | Équipe                | Pts | J  | G  | N  | P  | Bp | Bc | Diff |
| ---- | --------------------- | --- | -- | -- | -- | -- | -- | -- | ---- |
| 1    | BATE Borisov T        | 73  | 30 | 23 | 4  | 3  | 55 | 24 | +31  |
| 2    | Chakhtior Salihorsk C | 64  | 30 | 19 | 7  | 4  | 45 | 14 | +31  |
| 3    | Dinamo Minsk          | 63  | 30 | 18 | 10 | 3  | 41 | 17 | +24  |
| 4    | FK Vitebsk            | 62  | 30 | 19 | 5  | 6  | 47 | 20 | +27  |
| 5    | Torpedo Jodzina       | 55  | 30 | 16 | 7  | 7  | 36 | 18 | +18  |
| 6    | Dinamo Brest S        | 52  | 30 | 14 | 10 | 6  | 52 | 30 | +22  |
| 7    | Nioman Hrodna         | 43  | 30 | 12 | 7  | 10 | 31 | 32 | -1   |
| 8    | FK Sloutsk            | 36  | 30 | 11 | 3  | 16 | 26 | 36 | -10  |
| 9    | FK Haradzeïa          | 34  | 30 | 9  | 7  | 14 | 31 | 33 | -2   |
| 10   | Isloch Minsk Raion    | 33  | 30 | 8  | 9  | 13 | 20 | 37 | -17  |
| 11   | FK Minsk              | 30  | 30 | 7  | 9  | 14 | 34 | 42 | -8   |
| 12   | FK Homiel             | 28  | 30 | 7  | 7  | 16 | 16 | 36 | -20  |
| 13   | Luch Minsk P          | 24  | 30 | 4  | 12 | 14 | 24 | 44 | -20  |
| 14   | Torpedo Minsk P       | 24  | 30 | 6  | 6  | 18 | 20 | 41 | -21  |
| 15   | FK Smaliavitchy P     | 24  | 30 | 5  | 9  | 16 | 21 | 39 | -18  |
| 16   | Dnepr Mahiliow        | 16  | 30 | 3  | 7  | 20 | 17 | 53 | -36  |

Qualifications européennes
Ligue des champions 2019-2020
- 1er : premier tour de qualification

Ligue Europa 2019-2020
- C, 2e et 3e : premier tour de qualification

Relégation
- 15e et 16e : relégation en Perchaïa Liga

Abréviations
- T : Tenant du titre
- C : Vainqueur de la Coupe de Biélorussie 2018-2019
- S : Vainqueur de la Supercoupe 2018
- P : Promus de Perchaïa Liga 2017

1. 1 2 3  Points obtenus en confrontations directes : Luch 8, Torpedo 4, Smaliavitchy 3.

### Matchs
| Résultats (▼dom., ►ext.)                                   | BATE | DBR | DMI | DNE | HRD | HOM | ISL | MIN | LUC | NIO | SAL | SMA | SLO | TJO | TOR | VIT |
| BATE Borisov                                               |      | 2-0 | 2-1 | 3-1 | 3-2 | 3-0 | 1-1 | 2-0 | 4-1 | 1-0 | 0-0 | 1-0 | 3-1 | 2-1 | 2-0 | 1-1 |
| Dinamo Brest                                               | 1-3  |     | 1-1 | 1-1 | 5-2 | 0-0 | 3-1 | 2-1 | 2-1 | 1-0 | 1-3 | 2-2 | 4-0 | 2-0 | 2-0 | 3-1 |
| Dinamo Minsk                                               | 0-1  | 1-1 |     | 2-1 | 0-2 | 2-1 | 0-0 | 1-0 | 3-2 | 1-0 | 0-0 | 2-0 | 2-0 | 2-1 | 1-0 | 1-1 |
| Dnepr Mahiliow                                             | 0-1  | 1-4 | 0-3 |     | 1-2 | 1-0 | 0-0 | 0-0 | 0-0 | 0-0 | 1-1 | 0-1 | 2-0 | 0-3 | 1-2 | 0-1 |
| FK Haradzeïa                                               | 2-1  | 1-0 | 0-2 | 1-2 |     | 0-0 | 2-0 | 1-2 | 1-1 | 0-2 | 0-1 | 4-1 | 2-0 | 1-1 | 0-0 | 1-1 |
| FK Homiel                                                  | 0-1  | 0-6 | 0-0 | 2-0 | 2-0 |     | 1-2 | 0-2 | 1-0 | 0-2 | 0-3 | 0-2 | 0-0 | 0-0 | 0-0 | 1-3 |
| Isloch Minsk Raion                                         | 2-1  | 0-1 | 0-1 | 3-2 | 0-0 | 0-1 |     | 0-3 | 1-1 | 1-2 | 1-0 | 1-0 | 0-1 | 0-0 | 1-1 | 0-1 |
| FK Minsk                                                   | 0-2  | 3-3 | 3-3 | 4-0 | 0-5 | 0-2 | 0-1 |     | 3-1 | 1-2 | 0-0 | 0-0 | 0-2 | 0-0 | 6-1 | 1-3 |
| Luch Minsk                                                 | 1-2  | 1-1 | 1-3 | 2-0 | 1-1 | 1-0 | 1-1 | 0-0 |     | 2-1 | 1-1 | 1-1 | 0-3 | 1-3 | 3-1 | 0-2 |
| Nioman Hrodna                                              | 2-3  | 0-3 | 0-2 | 0-0 | 1-0 | 2-0 | 6-0 | 2-2 | 0-0 |     | 0-1 | 1-1 | 0-3 | 1-0 | 1-0 | 1-1 |
| Chakhtior Salihorsk                                        | 3-0  | 0-0 | 0-0 | 3-1 | 1-0 | 2-1 | 3-0 | 4-0 | 4-0 | 1-0 |     | 1-0 | 0-1 | 1-0 | 1-0 | 2-1 |
| FK Smaliavitchy                                            | 2-3  | 1-0 | 0-2 | 2-1 | 2-0 | 1-1 | 0-1 | 1-1 | 1-1 | 0-1 | 0-2 |     | 1-2 | 1-2 | 0-2 | 1-1 |
| FK Sloutsk                                                 | 0-1  | 1-1 | 0-1 | 5-0 | 1-0 | 0-1 | 0-1 | 0-1 | 1-0 | 1-1 | 1-3 | 1-0 |     | 0-3 | 1-3 | 0-2 |
| Torpedo Jodzina                                            | 2-2  | 2-0 | 0-0 | 1-0 | 0-1 | 1-0 | 2-1 | 2-1 | 0-0 | 3-0 | 1-0 | 1-0 | 2-0 |     | 1-0 | 2-0 |
| Torpedo Minsk                                              | 0-3  | 1-1 | 0-3 | 3-0 | 1-0 | 1-2 | 1-1 | 1-0 | 0-1 | 0-1 | 2-3 | 0-0 | 0-1 | 0-2 |     | 0-1 |
| FK Vitebsk                                                 | 0-1  | 0-1 | 0-1 | 3-1 | 1-0 | 1-0 | 2-0 | 1-0 | 2-0 | 5-1 | 2-1 | 4-0 | 2-0 | 2-0 | 2-0 |     |
| - Victoire à domicile - Match nul - Victoire à l'extérieur |      |     |     |     |     |     |     |     |     |     |     |     |     |     |     |     |

## Meilleurs buteurs
| Rang | Joueur              | Club                            | Buts |
| ---- | ------------------- | ------------------------------- | ---- |
| 1    | Pavel Savitski      | Dinamo Brest                    | 15   |
| 2    | Denis Laptev        | Chakhtior Salihorsk             | 12   |
| 3    | Dmitri Lebedev      | FK Haradzeïa                    | 11   |
| 3    | Anton Matveïenko    | FK Vitebsk                      | 11   |
| 3    | Ievgueni Chikavka   | FK Sloutsk                      | 11   |
| 3    | Maksim Skavych      | BATE Borisov                    | 11   |
| 3    | Kirill Vergueïtchik | FK Vitebsk                      | 11   |
| 8    | Bojan Dubajić       | FK Haradzeïa                    | 10   |
| 9    | Elis Bakaj          | Chakhtior Salihorsk             | 9    |
| 9    | Valeri Gorbatchik   | FK Smaliavitchy Torpedo Jodzina | 9    |